# Transporte e logística em Dourados
Relação dos meios de transporte e acessos da cidade brasileira de Dourados (Mato Grosso do Sul), tanto urbanos quanto interurbanos. Situada no centro-sul do estado de Mato Grosso do Sul, Dourados é muito bem atendida e servida por linhas regulares de transporte, aéreo e rodoviário aos principais centros do País. Seu complexo sistema intermodal de transporte inclui linha aérea, rodovias e estrada de Ferro, ligando a cidade ao resto do país e a interligação com Distritos, vilas, lugarejos, sítios e fazendas pode ser feito por estradas pavimentadas que permitem acesso durante todo o ano. Também é bem servida por um bom sistema de transporte urbano, com linhas de ônibus, sistemas de táxi e mototáxis.

## Transporte terrestre
Dourados é um importante entroncamento rodoferroviário que liga o município a outras cidades e estados.

### Rodoviário

#### Rodovias
O município de Dourados é servido por algumas rodovias na sua extensão territorial, sendo sua malha rodoviária praticamente toda asfaltada. Representa uma importante rede de transporte multimodal que possibilita sua interligação de Dourados com os principais centros do MS, da região e do restante do Brasil. É composta pelas seguintes rodovias:
BR-163
Rodovia federal que é um dos principais corredores rodoviários do município. No estado faz a ligação de Dourados às cidades de Mundo Novo, Naviraí, Rio Brilhante, Campo Grande e Coxim. Também dá acesso ao Mato Grosso, Pará e ao Sul do Brasil. É através dessa rodovia que se acessa também as rodovias BR-262 e BR-267.
BR-376
É uma rodovia diagonal que liga Dourados a Garuva, em Santa Catarina.
BR-463
Rodovia federal que inicia-se em Dourados e é a principal via de acesso a Ponta Porã e ao Paraguai via Pedro Juan Caballero.
Rodovias estaduais
Há ainda rodovias que são administradas pelo poder estadual, como a MS-156, MS-162, MS-276, MS-274 e MS-379

#### Passageiros
Ônibus
Dourados dispõe de um Terminal Rodoviário Renato Lemes Soares, o maior terminal do interior sul-mato-grossense. Com 15 empresas atuantes, possui linhas de ônibus para diversos municípios do estado e para muitos outros estados do país, além de linhas para outros países sul-americanos, como Paraguai e Bolívia. Registra um grande fluxo de passageiros para outras cidades, especialmente em datas comemorativas. O terminal está localizado na região central de Dourados e é anexo ao Shopping Avenida Center, o principal centro de compras da cidade, e é quase integrado ao Parque Arnunpho Fioravante.

#### Carga
Está em fase de projeto a criação de um porto seco de cargas local.

### Corredor bioceânico

#### Saída para o Atlântico
O Paraguai possui boas saídas para o Atlântico através do Brasil, uma delas a partir de Dourados em direção aos portos de Paranaguá e Santos. Em Paranaguá e Santos existem entrepostos livres, que permitem ao Paraguai exportar diretamente por estes portos sem que as mercadorias dêm entrada no Brasil. Conta também com a navegação pelo Rio Paraguai, de Assunção até o Rio da Prata. 
A distância entre Dourados e Paranaguá é de 1061 km, sendo 250 em pista dupla. Entre Dourados e Santos é de 1020 km, sendo mais de dois terços do percurso em pista dupla. 

#### Saída para o Pacífico
Sem saída para o mar, entretanto, o Paraguai deseja também uma saída para o Pacífico, visando incrementar o seu comércio com os países da América do Sul e do Oriente. Para tanto, há um corredor para o porto de Arica, no norte do Chile, que poderá também incrementar o comércio do sul de Mato Grosso do Sul com o mercado regional do Pacífico. De Dourados pelas rodovias BR-463 e MS-386 atinge-se Ponta Porã (Brasil) e Pedro Juan Caballero (Paraguai). A partir daí em direção ao Pacífico segue-se pela Ruta nº 5 pavimentada na direção de Pozo Colorado, que é atingida após 324 km, passando-se por Concepción, cidade afluente do Rio Paraguai. A partir de Pozo Colorado segue-se com direção noroeste pela Ruta 9, pavimentada até Mariscal Estigarribia, na extensão de 530 km. Depois segue-se pela Ruta 9 por mais 259 km sem pavimento até a fronteira com a Bolivia, na localidade de Sargento Rodrigues, distante 789 km de Assunção. 
Em território boliviano, segue-se de Hito Villazon, localidade fronteiriça, até Boyuibe, por 128 km em superfície de terra, com direção geral leste-oeste pela rodovia 9. De Boyuibe, situada na rodovia 9, que tem direção geral norte-sul, prossegue-se em estrada pavimentada até Camiri, por 63 km, e daí até Abapó, distante 152 km em estrada quase toda com revestimento primário (ensaibrada). De Abapó a Santa Cruz, são 141 km pavimentados. A partir de Santa Cruz existem rodovias pavimentadas até o Pacífico. O melhor corredor sai de Santa Cruz com rumo norte até Guabirá, num percurso de 60 km (em Santa Cruz entronca-se com o corredor São Paulo – Corumbá – Bolívia – Pacífico e em Guabirá entronca-se com o corredor Brasília – Cuiabá – Bolívia – Pacífico). A partir daí até Cochabamba são 417 km e até Arica são mais 480 km. 
Em resumo, a partir de Dourados até o Pacífico pela opção mais curta, ou seja, a que demanda o porto de Arica, são 2.554 km. 

### Sistema urbano
A maioria dos motoristas que precisam enfrentar o corre-corre todos os dias nas ruas de Dourados, seja de carro ou ônibus, ainda não enfrenta sinais de saturação e nos horários de pico, sendo que os engarrafamentos existem mas são muito raros, mesmo que essas vias foram projetadas e não passaram por mudanças em contrapartida ao crescimento da frota, sendo que todos querem fazer o trajeto que faziam antes gastando menos tempo. Apesar de a frota douradense ter aumentado muito nos últimos anos, ainda não comprometem o fluxo do trânsito, pois a cidade possui ruas e avenidas largas. De acordo com a prefeitura, as vias de mais movimento em Dourados são a Marcelino Pires, Guaicurus, Presidente Vargas e Hayel Bon Faker.

#### Fiscalização
Dourados tem seu sistema de transporte e tráfego fiscalizado e gerenciado por um órgão público municipal, a AGETRAN. É este órgão que coordena e executa o planejamento do sistema viário municipal, além do sistema de transporte de ônibus, taxi e mototáxi local.

#### Vias urbanas
O número de logradouros é de cerca de 1200, sendo grande parte das ruas e avenidas pavimentadas. Apesar disso, o sistema viário do município é notadamente heterogêneo, especialmente do ponto de vista rodoviário. A cidade é cortada por algumas grandes vias que têm papel estruturador, tanto na escala infraurbana quanto na intermunicipal. Estas "artérias" são consideradas as principais vias estruturais (ou vias expressas) do município, sendo que, a elas, conectam-se diversas rodovias estaduais e federais, dentre as quais a BR-163 (acesso a Campo Grande, Naviraí e a região Sul) e BR-463 (acesso a Ponta Porã e ao Paraguai). Além do mais, recentemente foi inaugurado o Anel Viário Norte, que permitirá o acesso a quem margear a cidade vindo do sentido norte do município. Abaixo a relação das principais vias arteriais de Dourados:
| Nome                      | Tipo    | Extensão |
| ------------------------- | ------- | -------- |
| Albertina de Mattos       | rua     | 2,2 km   |
| Ali Hassan Ghadie         | rua     | 0,6 km   |
| Amael Pompeu Filho        | rua     | 1,4 km   |
| Anel Viário               | estrada | 22 km    |
| Aquidauana                | rua     | 2 km     |
| Araguaia                  | rua     | 1,8 km   |
| Aurora Augusta de Mattos  | rua     | 2,5 km   |
| Aziz Rasslen              | rua     | 0,7 km   |
| Cabral                    | rua     | 3,3 km   |
| Clóvis Cersozimo de Souza | rua     | 2,7 km   |
| Coronel Ponciano          | rua     | 5,6 km   |
| Cuiabá                    | rua     | 3,6 km   |
| das Laranjeiras           | rua     | 0,8 km   |
| Eulália Pires             | rua     | 3,9 km   |
| General Osório            | rua     | 4,5 km   |
| Guaicurus                 | avenida | 10,5 km  |
| Hayel Bom Faker           | rua     | 6,8 km   |
| Iguassu                   | rua     | 3,2 km   |
| Indaiá                    | avenida | 1,5 km   |
| João Vicente Ferreira     | rua     | 7,9 km   |
| Joaquim Teixeira Alves    | rua     | 3,7 km   |
| José Ademar Perdomo       | rua     | 0,4 km   |
| José Roberto Teixeira     | avenida | 2,7 km   |
| José Stroppa              | rua     | 0,5 km   |
| Lacuna                    | estrada | 2,2 km   |
| Lauro Moraes de Mattos    | rua     | 1,7 km   |
| Leônidas Além             | rua     | 2,2 km   |
| Lindalva Marques Ferreira | rua     | 1,1      |
| Manoel Rasselen           | rua     | 2 km     |
| Marcelino Pires           | avenida | 10,2 km  |
| Monte Alegre              | rua     | 8 km     |
| Monte Castelo             | rua     | 2,9 km   |
| Natal                     | rua     | 3,4 km   |
| Osman Ahamad Gebara       | rua     | 1,2 km   |
| Ponta Porã                | rua     | 7,5 km   |
| Presidente Vargas         | rua     | 3,8 km   |
| Pureza Carneiro Alves     | rua     | 1,5 km   |
| Suécia                    | rua     | 3,3 km   |
| Toshinobu Katayama        | rua     | 2,6      |
| Três                      | rua     | 0,5      |
| Vilso Gabiatti            | rua     | 1,6 km   |
| Weimar Gonçalves Torres   | avenida | 6,8 km   |

### Sistema ferroviário
O Município é atendido por um ramal de 410 km e bitola de 1,00 m que começa em Campo Grande e vai até Ponta Porã, fronteira com o Paraguai. Esse ramal é continuação do trecho Bauru-Campo Grande de 840 km, totalizando assim 1250 km. Esse trecho se chamava Estrada de Ferro Noroeste do Brasil (NOB) e pertencia a Rede Ferroviária Federal (RFFSA) até 1996, quando foi privatizada e vendida a concessionária Novoeste S/A, pertencente a empresa norte-americana Noel Group, grupo de gestao corrupta e fraudulenta que abandonou essa malha, ocasionando a falta de manutenção da ferrovia e prejudicado o transporte da produção agrícola de Mato Grosso do Sul, funcionando de forma precária e restringindo-se exclusivamente ao transporte de carga. Em 2006 a Novoeste foi vendida á ALL, sua gestora atual.

#### Passageiros
No transporte ferroviário, o município era servido pelo antigo Ramal de Ponta Porã, que já funcionou conduzindo passageiros com a função de turismo ou de comércio de exportação. O embarque em Dourados era feito na Estação Itaum, que situava-se fora do seu perímetro urbano. Fez sua última viagem em 1996 para logo depois ser desativado. Até o momento não há previsão para reativar o trecho para passageiros.

#### Cargas
Atualmente a ALL administra a ferrovia transportando apenas carga. Este elemento articula os vetores sócio-econômicos, e através dela ocorre a integração de novos países ao bloco regional Mercosul.

### Sistema individual
O sistema individual de transporte de Dourados é uma opção de meio de transporte privado, pois atende apenas poucas pessoas, sendo caracterizado geralmente por veículos pequenos tais como automóveis, vans, entre outros. Com uma população total de 207.498 habitantes em 2013, a cidade de Dourados totaliza uma frota total de 123 595 veículos no mesmo ano segundo o Departamento Nacional de Trânsito (Denatran) nas suas largas avenidas, o que dá uma proporção de 1,678 habitantes por veículo, índice típico de uma cidade próspera. Estima-se que o município de Dourados alcançou uma taxa de motorização de 0,595 veículos por habitante, o que corresponde aproximadamente a um veículo para cada dois habitantes. A taxa média no Brasil é de 0,24, o que coloca Dourados entre os municípios com maior nível de motorização do país, superado capitais como Curitiba (0,545) e Goiânia (0,512). A frota da Dourados cresceu mais de 100% a partir de 2000. O acesso fácil à aquisição de veículos é apontado como um fator que gerou o crescimento da frota em poucos anos. Comprar um carro ou uma moto hoje é muito fácil, além disso o transporte coletivo tem suas deficiências e optar por um veículo próprio é a saída mais frequente. Do total da frota local, divide-se em:
- 56.158 automóveis
- 42.411 motocicletas e motonetas
- 5.245 caminhões
- 14.578 camionetas, caminhonetes e utilitários
- 668 ônibus e micro-ônibus
- 4.545 outros veículos.

## Transporte aéreo
Os voos em Dourados são feitos pelo seu aeroporto. O aeroporto, que opera com tráfego regular, conta com voos diários para várias partes do país. 
Dourados está localizado próximo à fronteira com o Paraguai (cerca de 110 km), estando assim situado dentro da faixa de fronteira do Brasil com o Paraguai, na segunda maior cidade e centro do mais importante núcleo econômico do Estado, a Região da Grande Dourados, que concentra 38 Municípios, onde a agricultura é pujante, sendo uma região estratégica de Mato Grosso do Sul em que atende cerca de 1 milhão de pessoas. O aeroporto também é palco para encontro de paraquedismo, para aeromodelismo, para eventos sobre aviões acrobáticos, entre outros eventos. É um dos principais aeroportos do estado em fluxo de passageiros, contando com voos para os estados de São Paulo, Paraná e para o próprio estado.
As empresas que operam no aeroporto são a Azul linhas aéreas e a Passaredo Linhas Aéreas.